# Webcam
Cybercaméra
 (février 2024).
 (février 2024).

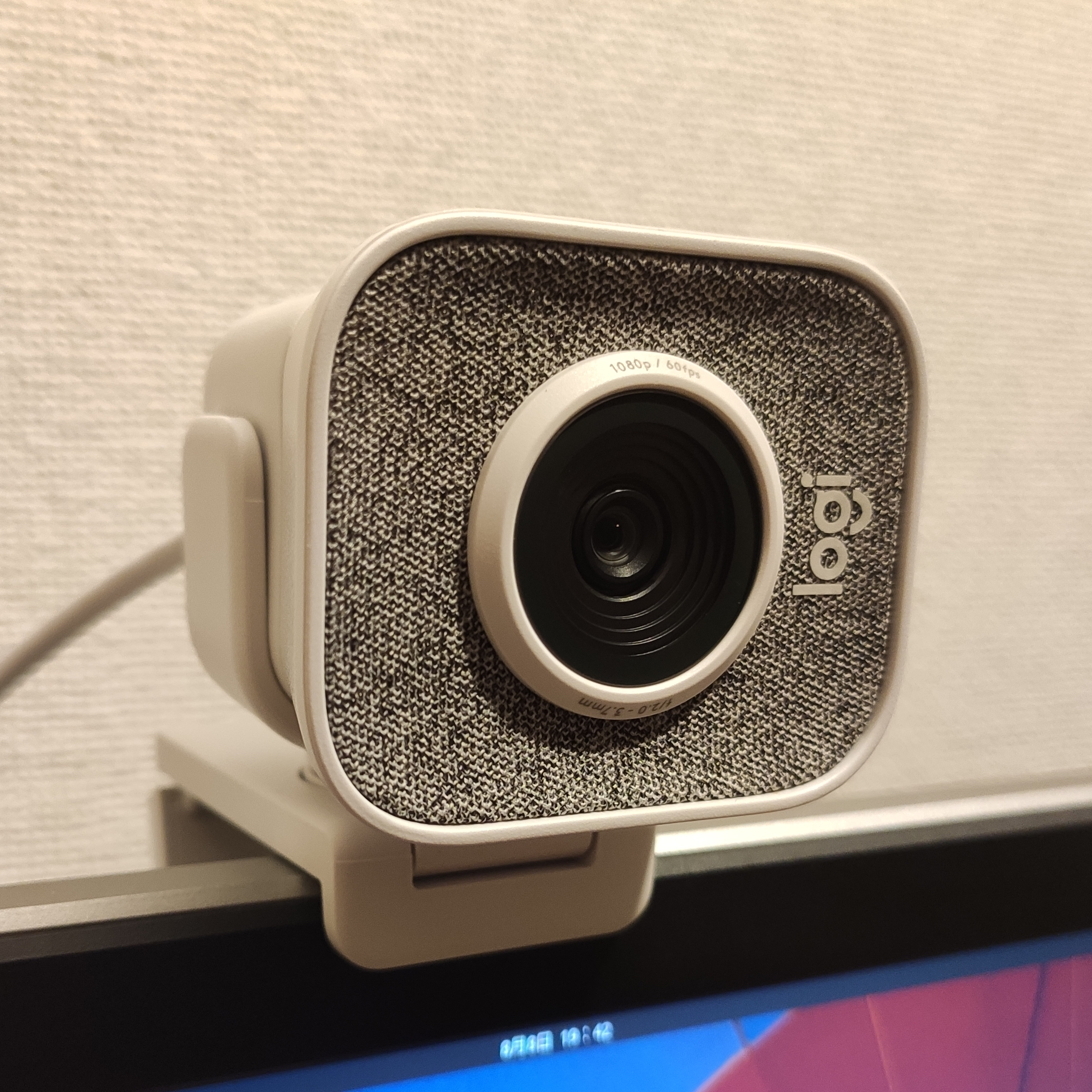
Une webcam de marque Logitech.

Une webcam, cybercaméra ou webcaméra, est une caméra conçue pour être utilisée comme un périphérique d'ordinateur, et qui produit une vidéo dont la finalité est de pouvoir être transmise en direct au travers d'un réseau, typiquement internet ou intranet. Cela dit, la norme HD (haute définition) tend à se généraliser avec l'internet haut débit.

## Connectique
Une webcam peut se connecter à un ordinateur via :
- le port USB ;
- le port FireWire (plus rare),
- les ports parallèle ou série (anciens modèles, abandonné du fait du trop bas débit) ;
- un réseau Ethernet (haut de gamme, permet des fils beaucoup plus longs) ou Wi-Fi (sans fil) ;
- une carte d'acquisition vidéo interne ou externe à l'ordinateur ;
- un convertisseur entrée analogique (cinch) sortie numérique USB ;
- un serveur vidéo entrée analogique (cinch) sortie numérique Ethernet.

Certains appareils photo numériques intègrent également une fonction webcam. Ceux qui n'en disposent pas peuvent être utilisés comme webcam s'ils disposent d'une sortie vidéo, et que l'ordinateur dispose d'une entrée vidéo.

## Qualité d'images
Les images captées par une webcam sont principalement destinées à être transmises par le biais d'un réseau. Pour ne pas dépasser le débit d'un tel réseau, l'image produite est compressée pour obtenir une image de faible qualité, tant en définition (souvent moins que le standard VGA, c'est-à-dire moins de 640×480 points), qu'en taux de rafraîchissement (nombre d'images par seconde). Cependant, il est possible de revenir au mode RAW utile pour des applications comme l'astrophotographie.

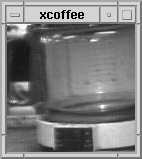
Le niveau de la cafetière de la Trojan Room coffee pot visualisable par une webcam, en 1995.

## Histoire
La première webcam fut branchée au département des sciences informatiques de l'université de Cambridge en 1991 par James Quentin Stafford-Fraser et Paul Jardetzky (afin que les membres du département informatique puissent surveiller le niveau de la cafetière et d'éviter ainsi de se déplacer pour rien) puis connectée à Internet en 1993 et coupée le 22 août 2001.

## Utilisations

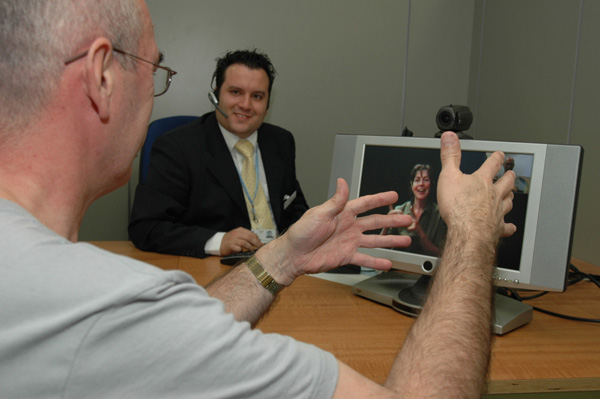
Un interprète vidéo en langue des signes assiste une personne sourde ou malentendante afin de communiquer avec un entendant.

Elle peut filmer et donc produire un flux vidéo numérique, et servir à la visiophonie, ou bien capter périodiquement une image. Son usage pratique relève souvent de la communication, en particulier de la visioconférence, ainsi que de la vidéosurveillance, en particulier de la détection de mouvement assurée par un programme analysant les différences entre les images successives. On trouve également des météocam, astrocam, etc. Certains modèles intègrent également un microphone.
L'utilisation de la webcam pour la visiophonie se diffuse pour les communications personnelles entre internautes via la messagerie instantanée, ou encore via des sites spécifiques. 
Un autre intérêt de la webcam est de permettre à des personnes sourdes ou malentendantes de dialoguer en temps réel par la langue des signes, soit avec un interlocuteur maîtrisant cette langue, soit avec un interprète à distance. Ainsi dans certaines administrations, l'agent d'accueil et l'usager maîtrisant la langue des signes se mettent en liaison avec un interprète via une webcam, ce dernier assure l'interprétation entre l'usager et l'agent d'accueil. L'avantage de ce système est d'éviter le déplacement de l’interprète qui peut ainsi enchaîner plusieurs prestations dans différentes antennes de l'administration éloignées géographiquement.
La webcam peut aussi servir de contrôleur dans les jeux vidéo, les mouvements qu'elle détecte chez le joueur permettant de piloter le jeu (par exemple, contrôler un ballon en agitant les bras devant l'objectif). Ceci a par exemple été utilisé dans Kinect un accessoire de la Xbox 360, l'EyeToy pour la PlayStation 2, ou dans certaines webcams destinées à l'ordinateur.
Vu leur faible prix, les webcams ont été souvent détournées de leur fonction primitive. L'application la plus connue est l'« astrocam », une webcam dépouillée de son optique et placée dans un télescope.
On[Qui ?] distingue principalement deux catégories, les caméras de plein air, touristiques, météo, trafic, loisirs, détente, mer, montagne, paysage, etc., et les cameras dites de sécurité pour la vidéosurveillance désormais désignées officiellement sous « vidéoprotection ». Ces dernières installées sur la voie publique font l'objet d'une autorisation délivrée en Préfecture. Les offres de webcam portent également sur les modèles d'intérieurs à usage privé. Les récentes webcams disposent au moins d'une résolution dite HD. 1.2 Mp. Les liaisons primaires avec la box sont hertziennes (Wi-Fi) ou filaire (ex : RJ45, POE).

### Prestations
Les webcams extérieures (IP66), fixes, proposent un champ angulaire limité (jusqu'à 70/80° d'ouverture en général dans le plan horizontal, selon l'objectif qui peut être interchangeable) les cameras dites panoramiques peuvent, elles, exploiter jusqu'à 360° sur mécanisme motorisé. 
Selon le modèle de webcam retenu on bénéficie d'un résultat médiatique (et technique) variable, proposé le plus souvent en différé ou plus rarement en direct (temps réel).
- Webcam basique : produit une photo à un instant T avec intervalles de mises à jour, quelques minutes, heures...
- Webcam basique animé, les photos T sont mises bout à bout pour créer un résume-accéléré (times lapse en anglais) périodes, quotidien, hebdomadaire ou mensuel...
- Webcam à séquence vidéo pré-enregistrée (ex : une trentaine de secondes), proposée en décalage temporel, avec mises à jour plutôt soutenues (ex : TrafiCam avec 15 à 25 FPS[4]).
- Webcam à flux vidéo assurant le direct, en tenant compte de la latence, quelques secondes de retard par rapport au temps réel.

Les webcams annoncées par les médias « Live » ou « Livecam » ne sont nullement une garantie de prestation supérieure, la très grande majorité d'entre-elles ne permettant même que la photo simple ou animée en différé, l'autre état décisif étant la vidéo en Direct (de type image TV).

## Logiciels

### Visioconférence
De nombreux logiciels, en particulier de messagerie instantanée, permettent de faire transiter de la vidéo sur Internet, notamment :
- FaceTime, logiciel Apple permettant des appels vidéo en Wi-Fi comme en 3G/4G, qui est commun aux ordinateurs sous OS X, aux iPhones (depuis le 4), aux iPads (depuis le 2) et aux iPods Touch (depuis le 4).
- iChat, logiciel Apple utilisant le protocole H.264 ;
- NetMeeting, logiciel Microsoft utilisant le protocole H.323 ;
- aMSN (clone libre de Windows Live Messenger) ainsi qu'Ekiga, sous Linux uniquement pour l'instant, utilisant également le protocole H.323 et le protocole de VoIP SIP ;
- Skype, logiciel multiplate-forme de communication audio sur internet depuis sa version 2.0 ;
- Windows Live Messenger : logiciel de messagerie instantanée de Microsoft ;
- Yahoo! Messenger : logiciel de messagerie instantanée de Yahoo! ;
- les clients basé sur le protocole XMPP comme Empathy, Gajim, Jitsi, Pidgin, etc.

### Logiciels outils pour webcam
Il existe des logiciels pour webcams offrant diverses autres fonctionnalités que la vidéoconférence, et fonctionnant si on le souhaite de façon simultanée avec les logiciels de vidéoconférence. Ces fonctionnalités sont :
- la capture des images de la webcam ;
- la vidéosurveillance ;
- la modification en temps réel de l'image captée par la webcam, sur un mode ludique : ajout d'accessoires virtuels au visage (chapeau, moustache, etc.), changement de la couleur des yeux, etc.

Parmi les plus connus :
- CyberLink
- Logitech Video Effect ;
- ArcSoft WebCam Companion ;

## Technologies

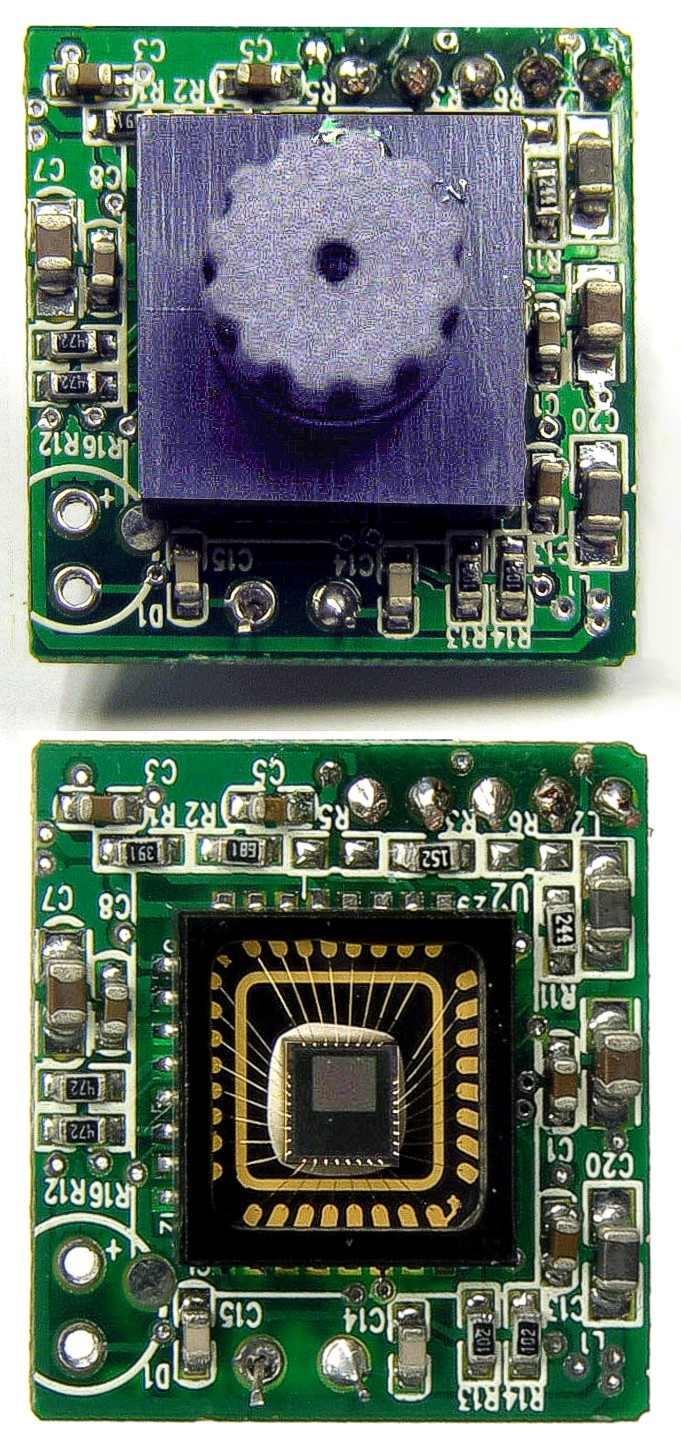
Les webcams incluent généralement une lentille (image en haut) et un capteur d'image CCD ou CMOS (image en bas).

Les webcams possèdent un capteur, qui peut être CCD, ou CMOS, les webcams à capteurs CCD étant généralement moins chères et de qualité moindre qu'un capteur CMOS. Certaines webcams sont équipées de lentilles en verre que l'on retrouve dans les appareils photo. Pour améliorer l'image, les webcams sont souvent couplées à un système logiciel d'interpolation, ayant pour but d'afficher une image détaillée à partir d'une image de faible qualité en créant des pixels intermédiaires dont la couleur est calculée par comparaison avec les pixels adjacents.
Certaines webcams utilisent des diodes infrarouges qui permettent une certaine visibilité dans le noir complet. L'image est alors en noir et blanc. L'intérêt des diodes infrarouges est que la lumière produite est invisible pour l'œil humain. Elle n'éblouit donc pas l'utilisateur.

## Modèles et difficultés d'utilisation
Contrairement à d'autres types de périphériques informatiques comme les clés USB, les webcams n'ont pas été dotées de normes standardisées, et possèdent des pilotes qui sont propres à chaque fabricant et même souvent à chaque modèle, ce qui rend difficile (mais pas impossible) leur utilisation sur un autre système d'exploitation (voire une autre version du même système d'exploitation) que celui pour lequel le fabricant a prévu un pilote.
Ceci a grandement limité leur déploiement ainsi que les applications logicielles possibles, l'acquisition des images s'effectuant souvent au travers d'API propriétaires diverses, souvent aux spécifications non publiques.
Les images sont souvent transmises sous forme d'un flux JPEG, mais celui-ci est rarement normalisé. La tendance est d'utiliser une interface normalisée, en cours de déploiement.

## Utilisation avec Linux
L'utilisation avec Linux peut être malaisée, certains fabricants ne fournissant pas de pilote, ni, parfois, d'information permettant d'en réaliser un. Cela pousse les utilisateurs, et particulièrement les développeurs de pilotes Linux pour webcam, à utiliser la technique de la rétro-ingénierie (reverse engineering en anglais) pour détailler les composants électroniques de la webcam afin de programmer les bons pilotes.
Malgré cela, un nombre de webcams fonctionnent assez correctement avec Linux. Cependant, la tendance générale est que, même pour des webcams correctement reconnues, certaines fonctions évoluées (luminosité automatique par exemple) ne sont pas disponibles, du fait de la rétention d'information imputable aux constructeurs.

## Cache
Certains ordinateurs portables sont équipés d'un cache communément appelé cache webcam, afin d'assurer à l’utilisateur qu'il n'est pas filmé à son insu, sans avoir besoin d'utiliser un ruban adhésif.